# Rada Szkolna Krajowa
Rada Szkolna Krajowa (niem. Landesschulrat) – autonomiczny organ szkolny, który działał w latach 1867-1921 w Galicji.
W okresie zaboru austriackiego w ramach ustanowionej autonomii galicyjskiej C. K. Rada Szkolna Krajowa została powołana na wniosek Sejmu Krajowego najwyższym postanowieniem przez cesarza Franciszka Józefa z 26 czerwca 1867 z ważnością od 24 stycznia 1868 i Józefa Dietla.
W rezultacie sfera szkolnictwa została uniezależniona od rządu w Wiedniu. Rada zarządzała szkolnictwem powszechnym (szkoły trywialne, ludowe) oraz średnim. Do jej zadań należał nadzór pedagogiczny, mianowanie nauczycieli, układanie programów, zatwierdzanie podręczników.  Rada przyczyniła się do wprowadzenia w szkołach języka polskiego, a języka rusińskiego w Galicji Wschodniej.
Przewodniczącym Rady był z urzędu namiestnik Galicji (od początku istnienia był nim Agenor Gołuchowski). W jej skład wchodzili członkowie; na początku byli to: Edward Gniewosz, Łukasz Solecki, Paweł Ilnicki, Oktaw Pietruski, Juliusz Starkel, Hipolit Seredyński, Antoni Małecki, Zygmunt Sawczyński oraz inspektorzy szkolni.
Według stanu na 1914 prezydentem Rady był namiestnik Witold Korytowski, wiceprezydentem Ignacy Dembowski, członkami RSK byli Stanisław Okęcki, Antoni Zoll, Bronisław Czerny, Julian Napadiewicz, Józef Niesiołowski-Gawin, ponadto krajowi inspektorzy szkoł, delegaci C. K. Wydziału Krajowego, reprezentanci wyznań, zawodowi znawcy szkolnictwa i delegaci miast.
Po odzyskaniu przez Polskę niepodległości i nastaniu II Rzeczypospolitej rozporządzeniem Ministra Wyznań Religijnych i Oświecenia Publicznego z 8 lutego 1921, wydanym w porozumieniu Ministra Spraw Wewnętrznych w przedmiocie tymczasowego ustroju władz szkolnych na obszarze b. Galicji (Dz. U. R. P. nr 15 z 18 lutego 1921 r. poz. 91) zniesiono Radę Szkolną Krajową, istniejącą na zasadzie galicyjskich ustaw krajowych z 15 lutego 1905 i z 9 maja 1907, natomiast z obszaru dotychczaso podległego RSK tym samym rozporządzeniem utworzono Okręg Szkolny Lwowski.